# Protonethes ocellatus
Protonethes ocellatus là một loài chân đều trong họ Trichoniscidae. Loài này được Absolon & Strouhal miêu tả khoa học năm 1932.